# Ромеро, Фернандо (бейсболист)
Ферна́ндо Эрне́сто Роме́ро Пера́льта (исп. Fernando Ernesto Romero Peralta; род. 24 декабря 1994, Сан-Хуан-де-ла-Магуана) — доминиканский бейсболист, питчер команды МЛБ «Миннесота Твинс».

## Карьера
Фернандо начал заниматься бейсболом в детстве. В возрасте десяти лет он принимал участие в детском турнире во Флориде, во время которого едва не утонул в бассейне гостиницы где жила команда. Из-за своего телосложения в тот период его сравнивали с известным питчером Бартоло Колоном. Летом 2011 года Ромеро по приглашению тренера Феликса Тавераса уехал на просмотр для скаутов клубов Главной лиги бейсбола, но из-за лишнего веса ни один из клубов не проявил интереса к игроку. В октябре он предпринял вторую попытку и был замечен сотрудником «Миннесоты» Эктором Отеро. Интерес к нему также проявлял клуб «Хьюстон Астрос», но предложение Твинс в размере 260 тысяч долларов оказалось выгоднее. В статусе международного свободного агента Ромеро подписал с клубом контракт.
В сезонах 2014 и 2015 годов Фернандо провёл всего три игры, сначала перенеся операцию Томми Джона, а затем порвав мениск. На поле он вернулся в мае 2016 года. Пять игр он провёл в составе «Сидар-Рапидс Кернелс», а затем его перевели в лигу уровнем выше в «Форт-Майерс Миракл». Его показатель пропускаемость в сезоне 2016 года составил 1,89, а скорость фастбола после операции превысила 90 миль в час.
Весной 2018 года Ромеро сыграл в четырёх матчах AAA-лиги за «Рочестер Ред Уингз». В начале мая его перевели в основной состав «Твинс» и он дебютировал в Главной лиге бейсбола.